# Banjo-Pilot
Banjo-Pilot är ett spel som släpptes 2005 till Game Boy Advance. Det var det sista spelet i serien som släpptes på en konsol som var gjord av Nintendo. Spelet är snarlikt Diddy Kong Racing och går ut på att åka runt bland olika platser som ingår i Banjo-Kazooie-serien. Detta var det andra spelet att inte släppas i Japan (det första var Banjo-Kazooie: Grunty's Revenge från 2003).

## Spelbara figurer
- Banjo

Björnen, som är en av huvudpersonerna.
- Kazooie

Fågeln, som är Banjos följeslagare och den andra av huvudpersonerna.
- Mumbo Jumbo

Schamanen som är Banjo och Kazooies vän.
- Bottles

En hjälpsam mullvad.
- Jolly Roger

En grodfigur som äger baren 'Jolly's' i Jolly Roger's Lagoon.
- En lila Jinjo

En av de fåglar man brukar rädda i Banjo-Kazooie-spelen.
- Humba Wumba

En schaman med indianursprung.
- Gruntilda Winkybunion

Banjo och Kazooies värsta motståndare. Hon är en ond häxa.
- Klungo

Gruntildas lojale följeslagare.